# Klemen Cehte
Klemen Cehte (* 10. Mai 1986 in Brežice, SFR Jugoslawien) ist ein ehemaliger slowenischer Handballspieler.

## Karriere
Der 1,93 m große und 94 kg schwere Rechtshänder wird zumeist auf Rückraum links eingesetzt.
Klemen Cehte spielte zunächst bei den slowenischen Vereinen RK Krško und MRD Dobova, ab 2007 für RK Trimo Trebnje. Mit Trebnje erreichte er das Achtelfinale im EHF-Pokal 2006/07 sowie die 2. Runde im Europapokal der Pokalsieger 2007/08 und 2008/09. 2009 wechselte er zu RK Gorenje Velenje, mit dem er 2012 und 2013 Meister wurde. Ende der Saison 2012/13 wurde er für den Emir’s Cup an den katarischen Verein El-Jaish ausgeliehen. Mit Velenje erreichte er das Viertelfinale im EHF-Pokal 2010/11 und 2011/12 sowie das Achtelfinale in der EHF Champions League 2009/10, 2012/13 und 2013/14. Mit 54 Treffern in der Gruppenphase 2013/14 gehörte er zu den besten Torschützen. Im März 2014 wechselte er zum katarischen al-Sadd Sports Club. In der Saison 2014/15 lief er für den französischen Verein Pays d’Aix UC auf. Anschließend wechselte er zu al Shabab in die Vereinigten Arabischen Emirate. Ab 2017/18 lief der Rückraumspieler für Csurgói KK auf. 2020/21 wurde Cehte von der HSG Bärnbach/Köflach für die Spusu Liga verpflichtet. Nach der Saison 2021/22 beendete Cehte seine Karriere.
Cehte steht im Aufgebot der slowenischen Nationalmannschaft. Er stand im erweiterten Kader für die Europameisterschaft 2010, wurde aber nicht in das endgültige Aufgebot berufen. Bisher bestritt er 41 Länderspiele, zuletzt 2016, in denen er 102 Tore erzielte.

## Saisonbilanzen

### HLA
| Saison    | Verein               | Spielklasse | Spiele | Tore | 7-Meter    | Feldtore |
| --------- | -------------------- | ----------- | ------ | ---- | ---------- | -------- |
| 2020/21   | HSG Bärnbach/Köflach | HLA         | 24     | 77   | 6/8        | 71       |
| 2020–2021 | gesamt               | HLA         | 24     | 77   | 6/8 (75 %) | 71       |